# Pius X-kerk (Schinveld)
De Pius X-kerk was een rooms-katholiek kerkgebouw te Schinveld, gelegen aan Margrietstraat 14.

## Geschiedenis
De Sint-Eligiuskerk was na de Tweede Wereldoorlog te klein geworden. Aanvankelijk wilde men dit gebouw vergroten maar, toen ten zuidoosten van het dorp een nieuwe wijk werd gebouwd, de latere Bloemenwijk, gaf men de voorkeur aan een hulpkerk aldaar. Dit werd een transporteerbare houten noodkerk die in Haarlem was aangekocht en in 1956 te Schinveld werd opgebouwd.
In 1977 werd het kerkje gedeeltelijk door brand verwoest en in 1982 werd het gebouw ommetseld. Een kleine ingebouwde toren, gedekt door een tentdak, werd toegevoegd.
In 1999 werd de hulpkerk onttrokken aan de eredienst en in 2000 verkocht en gesloopt.